# 宽苞紫菀
宽苞紫菀（学名：Aster latibracteatus）是菊科紫菀属的植物。分布于缅甸以及中国大陆的云南等地，生长于海拔3,600米至4,000米的地区，一般生于高山坡和石砾地，目前尚未由人工引种栽培。